# Cixius finita
Cixius finita är en insektsart som först beskrevs av Walker 1857.  Cixius finita ingår i släktet Cixius och familjen kilstritar. Inga underarter finns listade i Catalogue of Life.